# Gebre Mesqel Lalibela
Lalibela (ላሊበላ) est un négus d'Éthiopie qui régna sous le nom de Gäbrä Mäsqäl (ገብረ መስቀል) de 1190 à 1225, et est reconnu comme saint par l'église éthiopienne depuis la fin du XVe siècle.

## Contexte
Vers 1200, en tant que roi de la dynastie des Zagwé, il transfère la capitale du royaume d’Aksoum vers le cœur du massif du Lasta. Dans un contexte de recul des chrétiens en Terre sainte, car les musulmans ont repris Édesse (1144) puis Jérusalem (1187), et de difficultés croissantes pour se rendre en pèlerinage sur le tombeau du Christ, Lalibela  reçoit la mission divine de faire construire les églises monolithiques de Roha afin de créer une «nouvelle Jérusalem». Ce n'est que plus tard que le Synaxaire éthiopien nomma cet ensemble d'églises du nom de leur bâtisseur : Lalibela.

## Règne
Lalibela épouse Maskal-Kébra, suzeraine de Bihat, dans le Tigré, fief auquel appartient le monastère d’Abba Libanos à Ham. La nouvelle dynastie s’appuie sur ce couvent et l’aide en favorisant les donations à supplanter son rival, le monastère de Debre Damo. En retour, elle peut gouverner sur un royaume qui s’étend du Tigré au Choa, du Béguémder (Gondar) à l’Angot (en). Les plis orientaux du plateau sont cependant occupés par les États musulmans comme le sultanat d'Ifat, et plus au sud, le royaume d'Hadiya.
En 1200, Lalibela envoie au Caire une ambassade pour le remplacement d’un métropolite défunt. Mais le prélat envoyé vers 1206, l’évêque de Fouah nommé Michel II, pris de nostalgie, fuit sa charge après cinq années, prétextant faussement des persécutions. En 1209, Lalibela envoie une nouvelle ambassade au Caire pour obtenir réparation et ramener un nouvel archevêque après la défection de Michel II. La splendeur de la délégation attire les foules à l’église patriarcale de Mo’allaqah, dans le Qasr-ech-Chamah au-delà de Fostat. Les envoyés apportent pour le patriarche une couronne d’or ciselée et divers animaux : girafe, éléphant, lion, zèbre. Michel II est destitué de sa charge de métropolite d’Éthiopie. Dès cette époque, la situation religieuse en Éthiopie devient confuse. En 1237 le moine Thomas se fait consacrer métropolite par le patriarche syrien Ignace II d'Antioche et non par le patriarche copte d'Alexandrie. Jusqu’à la fin du XIIIe siècle, les métropolites ne seront plus coptes mais syriens.
Le règne de Lalibela est remarquable par le nombre de monuments religieux qu’il fait construire non seulement dans la capitale mais sur tous les territoires où s’étend son autorité.
Lalibela combat victorieusement les Agew (Agao) judaïsés (Falachas) et surtout les souverains du Godjam et du Damot qui lui sont hostiles. NAo)ga'akueto La'ab succède à Lalibela. Il poursuit son œuvre en construisant de nombreux monuments et en achevant ceux entrepris par son prédécesseur. C’est peut-être le dernier roi de la dynastie des Zagwés, mais certains auteurs pensent qu’il a eu des successeurs, dont l’un nommé Zéna-Pétros qui aurait été tué par des gens du Damot. Seule certitude : en 1270, Yekouno Amlak, soutenu par de puissants ecclésiastiques, fonde une nouvelle dynastie originaire de l’Amhara et du Choa qui règne sur le royaume d'Éthiopie.